# 小行星7910
小行星7910（7910 Aleksola）是一颗绕太阳运转的小行星，为主小行星带小行星。该小行星于1976年4月1日发现。

## 轨道参数
小行星7910的轨道半长轴为2.2481541 UA，离心率为0.138。